# Connector de RF

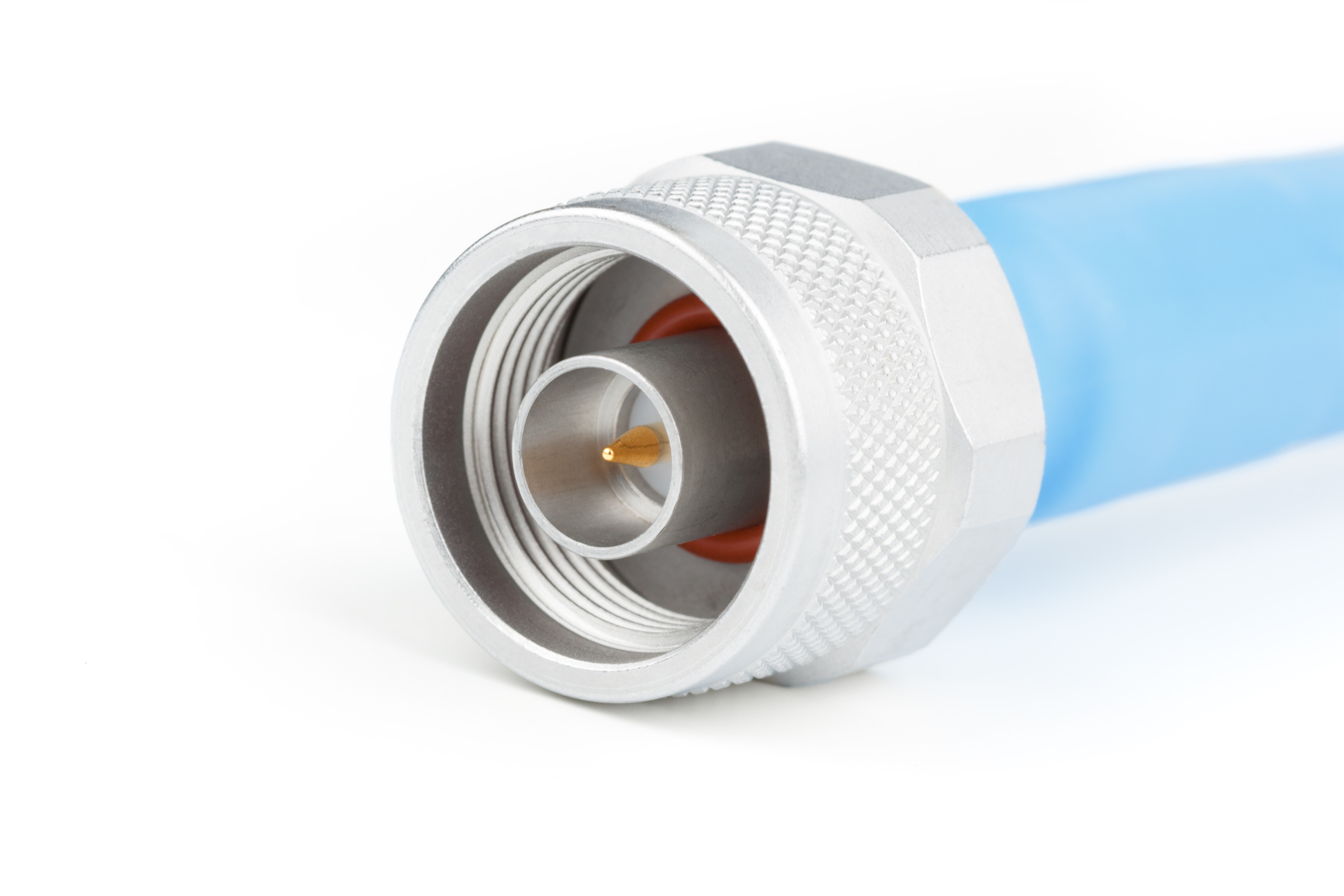
Connector RF tipus N.

El connector de RF és un component electrònic passiu. El model que s'usi està determinat en cada cas per la potència dels equips. Els connectors, generalment, estan fabricats en bronze cromat amb laminatge actiu de plata de 30 microns i la seva impedància és de 50 ohms.